# Il demone delle galassie infernali
Il demone delle galassie infernali (Ragewar) è un film di fantascienza del 1984 diretto dai registi Dave Allen, Charles Band, John Carl Buechler, Steven Ford, Peter Manoogian, Ted Nicolaou e Rosemarie Turko.
Il film è stato prodotto da Charles Band a basso costo con protagonisti gli attori Jeffrey Byron, Richard Moll e Leslie Wing.
La produzione è iniziata nel 1983, ma solo nel febbraio del 1985 è stato possibile farlo uscire nelle sale cinematografiche statunitensi.

## Trama
Un programmatore informatico di nome Paul Bradford e la sua ragazza Gwen Rogers vengono risucchiati in un altro mondo dove il demone Mestema, conosciuto come "The Dungeonmaster", li ha imprigionati. Saranno messi alla prova in sette scenari diversi, nei quali saranno obbligati a interagire e a risolvere altrettanti indovinelli per vedere chi riuscirà a sopravvivere.

## Segmenti
I sette registi, si sono divisi la regia in sette segmenti: 
- Dave Allen dirige il segmento Stone Canyon Giant
- Charles Band dirige il segmento Heavy Metal
- John Carl Buechler dirige il segmento Demons of the Dead
- Steven Ford dirige il segmento Slasher
- Peter Manoogian dirige il segmento Cave Beast
- Ted Nicolaou dirige il segmento Desert Pursuit
- Rosemarie Turko dirige il segmento Ice Gallery